# 니시모토 유키오
니시모토 유키오(일본어: 西本 幸雄, 1920년 4월 25일 ~ 2011년 11월 25일)는 일본의 전 프로 야구 선수이자 야구 지도자, 야구 해설가·평론가이다.

## 인물

### 선수 시절
아버지는 니혼 칸교 은행 와카야마 지점의 지점장이며, 유복한 가정에서 자랐다. 1933년에 야구 명문 학교였던 구제 현립 와카야마 중학교에 진학했지만 당시에는 야구부에 들어가면 ‘공부를 포기할 각오가 필요’했었기 때문에 입단을 포기하고 3학년 때는 럭비부에 소속됐다. 그러나 4학년 가을에는 5학년생 7명이 은퇴하여 5명 밖에 남지 않았던 야구부에 입단하여 2루수와 1루수를 맡았고 때로는 구원 투수로서 마운드에 오르기도 했다.
1937년 여름, 고시엔 대회의 기와 대회 예선 결승에서는 구제 와카야마 현립 가이소 중학교와 상대해 당시 3학년이던 시마 세이이치 앞에서 패하여 고시엔 대회 출전에는 실패했다.
1938년에는 구제 릿쿄 대학에 진학, 당시 릿쿄 대학 야구부에는 감독이 없어 이후에는 실질적인 감독 역할도 맡았고 문부성의 지시로 리그전이 중지됐던 1943년 5월에는 스스로 제의하여 구제 메이지 대학과의 대외 경기를 하였다. 같은 해 가을에는 학생 징집에 의해 소집됐으며 육군 중위로까지 승진, 온정으로 가득 찬 대장으로서 부하들로부터 존경받고 있었다. 중국에서 종전을 맞이하였고 복귀 후에는 도요 금속, 야하타 제철소, 젠교토를 거쳐 릿쿄 대학 후배인 나가토시 유키치의 권유로 벳푸호시노구미에 이적했다. 벳푸호시노구미 시절이던 1949년에는 감독, 1루수, 3번 타자로서 도시 대항 야구에 출전하여 팀을 우승으로 이끌었다.
1950년에 기존의 단일 리그에서 센트럴 리그와 퍼시픽 리그라는 양대 리그가 출범하여 그해 퍼시픽 리그 팀인 마이니치 오리온스에 입단했고 프로에 입단했을 때는 이미 30세였다. 선수로서의 절정은 지났지만 1번(또는 2번), 1루수의 포지션을 확보하여 마이니치의 퍼시픽 리그 우승과 일본 시리즈 우승에 기여하였다. 1952년에는 주장을 맡았고, 1954년부터는 선수 겸임 코치를 맡았다. 1955년을 끝으로 현역 생활을 은퇴했다.

### 그 후
선수 생활을 은퇴한 후에도 마이니치·다이마이에 잔류해 1956년부터 1958년까지 마이니치의 2군 감독을 맡았고 1959년에는 1군 수석 코치를 맡았다. 1960년에는 작년 시즌 끝으로 물러난 벳토 가오루를 대신하여 감독으로 취임했다. 나가타 마사이치 구단주는 벳토의 후임으로 다른 구단에서 스타 감독을 받아들이려고 했지만 제대로 진척되지 못하고 그럴 때에 면담했던 것이 난카이 호크스의 쓰루오카 가즈토 감독이었는데 쓰루오카는 “바깥에서 찾지 않아도 팀 안에도 적임자가 있는게 아닌가” 하고 이름을 언급한 것이 니시모토였다. 나가타 구단주는 쓰루오카의 조언에 마지못해 승낙하였다. 부임 1년 째인 1960년에는 팀의 리그 우승을 이끌었지만 일본 시리즈 2차전에서의 전술(1사 만루 찬스에 스퀴즈 번트를 지시했지만 병살타)을 둘러싸고 나가타 구단주와 갈등을 일으켜 이 일에 대한 책임을 지고 사임했다(사임 경위에 대해서는 에피소드를 참조). 1961년에는 일본단파방송 《프로 야구 야간 경기 중계》 해설자, 스포츠 닛폰 평론가를 맡았다.
1962년, 한큐 브레이브스 1군 코치로서 발탁돼 이듬해 1963년부터는 감독으로 승격했다. 취임 당시에는 약소 구단이었던 한큐를 기초부터 차곡차곡 쌓아가며 1년째의 스프링 캠프에서는 캐치볼부터 가르치면서 수많은 선수들을 지도했다. 1967년에는 구단 창단 이후 첫 우승을 이끌었고 1973년까지 11년 동안 5차례의 리그 우승을 이끄는 등 연승 구단으로 발전시켰다. 그러나 일본 시리즈에서는 5차례 모두 가와카미 데쓰하루가 이끄는 요미우리 자이언츠에게 모두 패했고 1973년 끝으로 감독직에서 물러났다.
1974년부터는 긴테쓰 버펄로스 감독을 맡으면서 약소 구단이었던 팀을 단련해 1979년에 긴테쓰 구단으로서는 최초로 리그 우승을 달성했다(전·후기제 시절이던 1975년에 후기 우승). 그러나 일본 시리즈에서는 히로시마 도요 카프에게 패하면서 또다시 일본 시리즈 우승을 놓쳤고 이듬해인 1980년에도 리그 우승을 이끌었지만 일본 시리즈에서는 전년도와 마찬가지로 히로시마에게 패했다. 1981년 시즌 끝으로 감독직에서 물러났고 그 후에는 간사이 TV(1982년 ~ 2003년)와 닛폰 방송(1982년 ~ 1990년)의 야구 해설자, 스포츠 닛폰(1982년 ~ 2011년) 평론가로서 활동하고 있었다. 1988년에는 일본 야구 명예의 전당에 헌액됐다.
감독에서 물러난 이후에는 오랫동안 《프로 야구 뉴스》(후지 TV)의 해설자를 맡았지만 도쿄(후지 TV)의 방송 스튜디오에 나가는 일은 비교적 적었고 특히 고령이 된 1990년대 후반부터는 오사카·간사이 TV에서 중계 해설자로 출연하는 경우가 많았다. 그 외에도 1984년 시즌 종료 후 요코하마 다이요 웨일스, 같은 해 마지막으로 사임한 안도 모토오의 후임 감독으로 한신 타이거스로부터 감독을 맡아달라는 요청이 있었지만 공식상으론 고령인 것을 이유로 고사했다. 2003년 9월 15일에는 한신 타이거스가 센트럴 리그 우승을 결정지은 한신 - 히로시마 경기를 마지막으로 간사이 TV의 해설위원직을 그만뒀다(고령을 이유로).
만년에는 좀처럼 공식 석상에 모습을 드러내는 경우는 없었고 효고현 다카라즈카시에서 은둔 생활을 보내고 있었다. 또 2008년 7월 8일에 부인이 사망하여 2011년 1월 1일부터 스포츠 닛폰에서 자신의 회고록을 연재하기도 했다. 그러나 2011년 11월 25일 오후 8시 40분, 은둔 생활하고 있던 효고 현 다카라즈카 시에 있는 자신의 집에서 심부전 증세로 향년 91세의 나이로 사망했다. 장례는 니시모토 자신이 지휘봉을 잡았던 한큐 니시노미야 스타디움의 철거 부지(현재의 한큐 니시노미야 가든스)에 가까운 에테르노 니시노미야에서 11월 29일에 거행됐다. 법명은 ‘慈徳院釋将幸 지토쿠인샤쿠쇼우코우[*]’. 조사는 나시다 마사타카가 낭독했다.

## 감독·지도자로서의 평판
20년 동안 감독 생활을 하면서 8차례의 리그 우승을 달성하였지만 정작 일본 시리즈에서는 단 한 번도 우승을 이끈 경험이 없어 ‘비운의 명장’(悲運の名将)이라고 불렸다. 다만 니시모토 본인은 자신이 ‘비운의 명장’이라고 불리는 것에 대해 다음과 같은 부정적인 시각을 드러냈다.

만약에 내가 진짜로 비운이었다면 전쟁에서 이미 죽었을 것이고, 다시 돌아와서도 야구를 다시 한다든가, 다이마이·한큐·이곳 긴테쓰 3팀에서 굉장한 선수들과 만나서 8번이나 일본 시리즈에 출전할 수는 없었을 것이다. ‘비운의 명장’ 이라니 어이가 없다. 오히려 말하자면 ‘행운의 범장(평범한 장수)’이었다.— 니시모토 유키오

3개의 팀을 우승으로 이끈 감독은 일본 프로 야구 역사상 니시모토와 미하라 오사무, 호시노 센이치(2015년 기준) 밖에 없었는데 특히 미하라가 지휘했던 것은 단일 리그 시대인 요미우리 자이언츠와 센트럴·퍼시픽 양대 리그에서 각각 1팀씩(니시테쓰 라이온스·다이요 웨일스), 호시노가 센트럴 리그 팀인 주니치 드래곤스, 한신 타이거스와 퍼시픽 리그의 도호쿠 라쿠텐 골든이글스였던 것에 비해 니시모토가 지휘했던 팀은 모두 퍼시픽 리그 소속팀이었고 현역 시절을 포함해서 줄곧 퍼시픽 리그 팀에서만 야구 인생을 보냈다. 한큐·긴테쓰 시대에는 시간을 투자하여 선수들을 키우고, 팀을 새로 만들고, 약소 구단을 항상 이기는 팀으로 이끌었다. 니시모토처럼 2개 팀에서 스스로 팀의 토대를 쌓아올려 우승시킨 감독은 극히 드물다.
1960년 다이마이 감독 사임, 1966년의 재신임 투표 사건, 1975년의 하다 고이치 구타 사건 등에서도 볼 수 있듯이 팀을 강화시켜줄 것이라고 간주한 선수를 육성하기 위해서 무리한 철권체제 및 스스로 관여하는 일에도 마다하지 않았다. 1978년 시즌 종료 후 감독 사임을 표명했지만 “우리들을 저버리지 마세요!”라고 선수들이 만류하면서 결국 사임을 철회했고 1979년과 1980년에 리그 2연패를 달성했다. 선수에게 이 정도로 존경받은 감독은 드물었고 자진 사임 표명 이후 마지막 경기가 됐던 1981년 긴테쓰 - 한큐 최종전(닛폰 생명 구장)에서는 양팀 선수들로부터 헹가레를 받았다.
한큐 감독에서 사임한 그 다음 시즌부터 같은 퍼시픽 리그 팀인 긴테쓰의 지휘를 맡았는데 이 때는 긴테쓰 쪽에서 한큐의 모리 가오루 구단주에게 긴테쓰의 감독으로 맞이하고 싶다는 요청이 있어 모리 구단주도 본인의 의향에 맡기겠다고 하여 이것을 승낙했다. 긴테쓰와의 계약을 맺는 자리에서 모리 구단주와 이마자토 에이조 긴테쓰 사장이 동시에 참석하는 이례적인 상황이 벌어졌다. 이 때문에 후에 노무라 가쓰야나 호시노가 한신 감독으로 취임했을 때처럼 비난섞인 논의는 당시에 일어나지 않았다(또한 노무라와 호시노의 한신 감독 취임 시에는 니시모토의 전례는 거의 언급되지 않았다). 니시모토는 전쟁 전후의 야구계 실정을 알고 있는 몇 안되는 인물이었을 뿐만 아니라 쓰루오카 가즈토, 치바 시게루가 사망한 이후 일본 프로 야구계에 있어서 가와카미 데쓰하루 다음으로 야구계 중진 가운데 한 사람으로서 막대한 영향력을 가지고 있었던 인물이었다.
니시모토의 제자로서는 한큐 시절에는 요네다 데쓰야, 가지모토 다카오, 아다치 미쓰히로, 모리모토 기요시, 나가이케 아쓰시 등과 후쿠모토 유타카·야마다 히사시·가토 히데지의 ‘꽃의 44년 트리오’, 긴테쓰에서는 스즈키 게이시, 사사키 교스케, 나시다 마사타카, 하다 고이치, 히라노 미쓰야스, 이모토 다카시, 구리하시 시게루, 야나기다 유타카 등을 들 수 있다. 지도자에 대해 어려운 평가를 하는 것으로 알려진 히로오카 다쓰로는 자신의 저서 《의식혁명의 진행》에서 니시모토를 그 높은 육성 능력에 대해 ‘프로 야구 역사상 최고의 감독’이라고 평가했다. 노무라 가쓰야도 “니시모토를 대감독으로서 깊이 존경하고 있다. 내가 난카이 감독에서 해임됐을 적에 오직 한 사람, ‘네가 틀리지 않았다’고 격려의 편지를 주었다. 인간적으로도 큰 사람이었다”라고 말했고 요시다 요시오는 “니시모토는 명장이며, 명코치였다”라고 말했다.
우에다 도시하루는 니시모토에 대해 “한큐에서는 새로이 니시모토의 굉장함을 느꼈다. 정말로 야구를 좋아하고, 팀을 강하게 만들고 싶다는 뜨거운 마음이 있다. 그만큼 좀처럼 선수들과도 타협하지 않는다. 하지만 그냥 화내는 것이 아니라 ‘내가 여기까지 해 주고 있으니 너희들도’ 하고 끌어주는 느낌이었다. 엄격함과 상냥함이 있었다”, “그 열정과 책임감, 인내력. 결코 스스로 겉으로 드러내는 것이 아니고 말하는 사람도 아니었지만 하나하나의 말이 무게가 있었다. 전쟁 체험도 큰 관계가 있다고 생각하지만 이제 저런 감독, 리더는 나오지 않을 것이다”라고 말했다.
니시모토의 긴테쓰 감독 시절에 코치를 맡았던 오기 아키라는 긴테쓰 감독 취임 기자회견에서 “목표는 장래를 연결하기 위한 젊은 선수들을 육성하여 이기는 것, 나는 미하라에게서 지혜를 배우고 니시모토에게서 열정을 배웠다. 두 사람을 합친 것 같은 야구를 하고 싶다”라고 포부를 밝혔다.
한큐 감독 시절 좋은 외야수를 만들려면 좋은 노커를 만들어야 한다는 생각에서 당시 타격 코치였던 나카타 요시히로에게 빠르게 뻗는 타구를 칠 수 있도록 연습시켰다고 한다. 후쿠모토 유타카는 “연습을 했던 한큐의 외야수는 정말로 실력이 좋아졌다” 라고 말했다.

## 에피소드

### 미하라 감독 방송 출연 펑크 사건
사사키 신야(스포츠 평론가)가 NHK 교육 텔레비전 《아는 것을 즐긴다》에서 말한 바에 따르면 1960년 일본 시리즈 개막을 하루 앞두고 니시모토와 다이요 웨일스의 미하라 오사무 감독과의 대담(사사키가 사회를 맡음)이 일본교육 TV(NET TV, 현재의 TV 아사히)에서 생방송으로 나가도록 돼있었다.
그런데 생방송 스튜디오에 미하라가 좀처럼 나타나지 않아 18시의 방송 시작부터 사사키와 니시모토에 의한 두 사람의 좌담회로 시종일관했다. 이에 대해 니시모토는 화를 내며 자리를 떠날려고 했지만 사사키의 만류로 어떻게든 30분의 대담은 이뤄졌다. 미하라는 결국 출연하지 않았고 본방이 종료된 후에도 니시모토의 분노는 수그러들지 않아 NET로부터의 출연 개런티도 받지 않고 자택으로 돌아갔다.

### 다이마이 감독 사임에 대한 배경
팀을 리그 우승으로 이끈 1960년 일본 시리즈가 끝난 후 재임한 지 불과 1년 만에 니시모토는 다이마이 감독직에서 사임했다. 그 원인은 일본 시리즈의 용병술에 있었다. 미하라 오사무 감독이 이끄는 다이요 웨일스의 선제승으로 맞이한 2차전(10월 12일, 가와사키 구장)의 8회초에서 다이마이는 우선 선두 타자 사카모토 분지로가 세이프티 번트로 출루, 이어서 다미야 겐지로가 타석에 들어설 때 도이 기요시의 패스볼로 사카모토가 진루, 다미야도 볼넷을 선택하였다. 그리고 이 경기에서 홈런을 때려냈던 에노모토 기하치에게 번트를 하라는 지시를 내려 주자를 내보내게 한 뒤 1사 2·3루의 찬스를 만들었다. 여기서 다이요는 선발 곤도 마사토시를 포기하고 언더핸드의 에이스 아키야마 노보루를 투입하여 야마우치 가즈히로를 고의 사구로 출루시킨 뒤 다음 타자인 다니모토 미노루와 승부하는 작전에 나섰다. 다니모토가 초구에서 파울 타구를 때린 뒤 니시모토는 스퀴즈 플레이 사인을 보냈다. 두 번째 공에서 다니모토는 사인대로 스퀴즈를 하려했지만 타구는 그라운드에서 바운드하여 포수인 도이가 있는 쪽의 방향으로 굴렀다. 도이는 즉석에서 공을 잡아 홈에 뛰어 들어온 사카모토한테 터치한 후 곧바로 1루에 송구하여 타자 주자인 다니모토를 병살 처리시켰다. 결국 다이마이는 이 경기에서 패하여 2연패를 당했다.
다이마이의 구단주 나가타 마사이치는 경기를 프로 야구 관계자와 함께 관전하고 있었는데 이 스퀴즈를 “지금 것은 어떤 거야?”라는 나가타의 질문에 그 관계자는 “지금의 상황에서 스퀴즈는 있을 수 없다” 라고 설명했다. 경기 종료 후 나가타는 니시모토에게 전화를 걸어 “미사일 타선을 자랑하는 다이마이가 결정적인 기회에 번트라는 바보같은 작전을 내놓다니 이게 무슨 일인가!”라며 스퀴즈 건에 대해서 맹비난했다. 니시모토는 이에 대해 “타선 상태는 내가 제일 숙지하고 있으니까 걱정하지 말아달라”라고 주장하며 물러서지 않았다. 1960년 시즌에서의 다이마이는 18연승(그 사이에 1무승부를 기록했다)을 기록하는 등의 쾌조를 보였지만 종반에는 무너지면서 우승을 결정한 것은 최종전인 2경기 전이었다.
그 후, “그 번트는 아니다. 평론가도 모두 그렇게 말하고 있다”라는 나가타의 말에 니시모토가 “작전은 감독이 결정하는 것입니다. 그러니까 책임도 제가 집니다. 그러나 무책임한 평론가가 사후에 말하는 것에 따라 뭔가를 듣는 것은 유감스럽습니다!”라고 반론했기 때문에 나가타는 격노하였다. “바보 같은 놈!!”(馬鹿野郎)이라고 니시모토를 매도했고 니시모토는 “바보 같은 놈이라니, 뭡니까, 당장 철회해 주시길 바랍니다”라며 사과를 요구했다. 그러나 나가타는 대응하지 않고 그대로 전화를 끊어 버려 대화는 끝이 났다. 결국, 일본 시리즈는 다이마이의 스트레이트 패배로 끝나 니시모토는 현역 시절부터 소속이었던 다이마이를 실질적인 해임으로 팀을 떠났다. 이주인 히카루의 말에 의하면 TBS에 입사한 나가타의 손자인 모리는 “만약 요코하마(TBS는 다이요의 후신인 요코하마를 2002년에 인수)가 우승을 노릴 수 있는 팀이 된다면 니시모토를 감독으로 불러서 ‘이것으로 돌아가신 조부를 용서해 주지 않겠는가?’라고 전하고 싶다”고 말했다고 한다.
그 당시 다이마이의 스카우트를 담당했고 나가타 마사이치 아래에 있었던 아오키 이치조는 니시모토의 감독 퇴임에 대해 다음과 같이 말했다(요약).

나가타는 시리즈가 끝난 후 일단 니시모토가 인사하러 오기를 기다렸으나 마이니치 신문 계열 구단 간부가 니시모토를 온천에 ‘격리’시켜 만나지 못하게 했다. 이를 다이에이와 마이니치의 ‘쌍두정치’의 폐해로 여긴 나가타는 경영을 일원화해 마이니치쪽의 임원들을 물러나게 했고, 이와 동시에 마이니치쪽 임원들이 사임시킨 니시모토도 함께 퇴임했다.— 아오키 이치조

이에 대해 니시모토는 1967년의 좌담회에서 일본 시리즈가 끝난 뒤 이틀가량 집에 돌아갈 마음이 내키지 않아 ‘자취를 감추긴’했지만 아오키가 말한 것 같은 일은 없었다고 말했다. 돌아온 뒤 후원자 등이 주축으로 연 ‘유감회’ 자리에서 “4연패에 대해서는 사과드려야겠다”는 마음으로 전화 다이얼을 막 돌리려던 찰나에 “이제 그만 물러나면 어떻겠나” 하는 소리가 참석자들 사이에서 들려와 결국 걸지 못했고 직접 찾아가 용서를 빌 마음도 들지 않는 상황이었는데 이미 감독과 스태프는 결정이 났었다고 했다. 니시모토는 그 후 나가타를 찾아가 “그간 신세가 많았습니다” 라고만 인사했다고 한다. 니시모토는 2001년에 가진 인터뷰에서는 “해임된 건지 나 자신 쪽에서 그만둔 건지, 어느 쪽인지 잘 모르겠다”라고 말했다.
사와키 고타로는 니시모토가 감독직에서 물러남에 따라 “(나가타는)오리온스의 황금 시대를 구축할 수 있는 싹을 뭉개버렸다”라고 지적했다. 니시모토의 후임이 된 감독은 그 해 센트럴 리그에서 고쿠테쓰 스왈로스를 최하위권으로 추락하여 해임된 우노 미쓰오였는데 나가타가 우노를 선택한 이유는 “전직 요미우리 선수(지명도가 있다는 것)”였기 때문이다. 하지만 우노의 지휘 능력은 가히 뛰어나지 않은데다가, 1961년 7월 25일 도에이 플라이어스전에서 스도 유타카를 대타로 내보내려고 했을 때 배려없는 말을 하여 스도가 큰 소리를 내는 등 당시까지 유지되던 상위 팀에 걸맞는 분위기가 흐트러져 팀 내분에 휩싸이자 팀은 2년 연속 4위에 끝나면서 우노는 성적 부진에 대한 책임을 지고 감독직에서 물러났다. 1960년 시즌 종료 후에 니시모토가 사임한 이후 오리온스는 침체에 빠졌고 나가타는 감독 선임에 어려움을 겪었다. 이것은 결국 훗날 야마우치 가즈히로의 트레이드 방출 등에 의한 일명 ‘미사일 타선’의 해체로 이어졌다. 니시모토는 말년에 “공평하게 봤을 때 원래대로였다면 미사일 타선을 내세운 오리온스의 천하가 3 ~ 4년은 지속됐을 것” 이라고 말했다.
2차전의 스퀴즈 지시는 파문을 불러 일으켰고, 다이마이는 3차전과 4차전에서 2경기 연속으로 1점차로 패했다. 이로 인해 ‘적장’ 미하라 감독은 이 시리즈를 관전한 이시하라 신타로로부터 “미하라는 당대의 영웅이로다” 라고 극찬을 받는 등 성가를 높였다. 반면 일본 시리즈가 막을 내린 뒤 니시모토는 미하라와 비교를 당했을 뿐더러 특히 2차전에서의 스퀴즈 지시에 대한 비난이 쇄도했다. 감독 1년차에 리그 우승을 거둔 공적은 잊혀지고 많은 평론가들이 니시모토에게 이의를 제기했다. 니시모토는 훗날 “지금도 나는 그 스퀴즈가 착오였다고는 생각하지 않는다”라고 밝혔다.

### 감독 재신임 투표 사건
1963년, 니시모토는 도쿠라 가쓰키의 뒤를 이어 한큐의 감독으로 부임했다. 약소팀을 다시 일으키기 위해 캐치볼 방식부터 다시 시작한다는 엄격한 연습 자세로 임했지만 취임 1년 만에 팀은 최하위로 떨어졌다. 이때 당시의 한큐는 ‘회색의 시대’라는 야유받을 정도의 약소 구단이었다. 1966년 시즌이 끝나는 시점에서 볼 때 1964년에는 2위가 최고 성적으로, 1965년은 4위, 1966년 5위를 기록했고 그 이후에는 B클래스(4위 ~ 6위, 하위권을 지칭하는 일본 언론의 표현)였다. 아무리 자신이 땀흘리며 노력해도 선수들이 따라주지 않아 고민을 겪고 있던 니시모토는 그해 추계 스프링 캠프 첫 날에 1군 매니저인 야가타 가쓰히로를 시켜서 선수들에게 재신임 투표를 하게 한다는 과감한 대책을 내놓았다. ‘감독이 지시한 것을 따라갈 수 있는 사람은 = ○, 따라갈 수 없다는 사람은 = ×를 쓸 것’이라는 것으로 니시모토는 선수 전원이 자신을 신뢰하고 있는지 아닌지를 확인하겠다는 의도가 담겨있었다.
투표 결과는 ○가 32, ×가 11, 백지 4표가 나왔는데 ‘×가 한 표라도 있으면 사임한다’라고 결정하고 있던 니시모토는 “이런 결과가 나와서는 팀이 돌아가지 않는다. 결국은 내가 그만둘 수 밖에 없다”라고 판단하여 고바야시 요네조 구단주에게 사임한다고 말한 뒤 자택에 칩거했다. ‘× 11, 백지 4’라는 결과는 ‘주력·신인의 차별없이 단련한다’라는 니시모토의 육성법에 당시의 주력 선수가 손들어 버렸다는 사정이 있었는데 당시 에이스였던 요네다 데쓰야는 현역에서 은퇴한 후 다음과 같이 말했다.

니시모토는 매우 곤란한 감독으로 연습 태도가 나빴다던가 경기 전에 마시고 숙취가 있는 상태에서 경기에 나가면 설령 주력이라고 해도 써주지 않았습니다. 시합에서의 활약이 월급에 반영되는 저희들로서는 비록 숙취가 있는 상태라고 해도 경기에 써줬으면 좋겠다고 생각합니다. 그렇지 않으면 이길 수 없어요. 이걸 생각한다면 니시모토의 엄격함은 곤란합니다.— 요네다 데쓰야

선수들에게는 니시모토를 배척할 의도는 없었다. 그럼에도 불구하고 니시모토가 사임에 집착한 배경에는 오카노 다스쿠 사장(이후 퍼시픽 리그 회장을 역임)과 당시의 구단 프런트에 대한 불신감이 있었다. 니시모토는 주력 선수가 그에 대한 불만을 프런트와의 술자리에서 말한 사실을 알고 있었다. 또 일부 프런트는 그 해 수석 코치로 부임한 아오타 노보루를 신뢰하고 있어서 아오타에게 차기 감독을 맡기고 싶다는 생각을 하고 있었다고 한다. 니시모토는 “프런트가 자신을 그만두게 하고 싶어하는 게 아닌가”라고 불안해하면서도 “높은 사람과의 술자리니까 아부하는 것뿐으로 사실은 이해를 받고 있다”라고 선수들을 믿고 있었다.
니시모토의 사임 신청으로 일부 프런트가 시도한 ‘아오타 체제’는 실현을 향해 전진한 것처럼 보였다. 그러나 고바야시는 니시모토에게는 “보고는 구단 사장(오카노)한테 듣겠다”고 말하며 상하간의 선을 고수하면서도 오카노에게 “설령 몇 년이 걸리더라도 니시모토의 마음을 바꿔! 한큐의 재건은 니시모토 이외에는 없어!”라고 설득할 것을 명령했다. 오카노로부터 “고바야시 구단주가 당신을 신뢰하고 있다”라고 전달받은 후 사임을 철회했다. 동시에 니시모토는 “조직으로서는 상당히 위험한 생각일지도 모르겠지만 내가 감독으로 있는 동안은 선수 개인의 의지에 연연하지 않고, 내가 생각하는 방향으로 선수들을 이끌어 나갈 수 밖에 없다”라고 결의를 굳혔다고 한다.
이듬해인 1967년, 한큐는 구단 창설 32년 만에 리그 첫 우승을 달성했다. 이후 한큐는 니시모토가 1973년을 끝으로 물러나기 전까지 리그 우승 5차례를 이끌면서 제1기 황금 시대에 들어갔다.

### 사라진 재신임 투표
니시모토는 다이마이의 감독이었던 1960년에도 비슷한 사건을 일으켰었다. 당시 다이마이는 전임 감독이었던 벳토 가오루를 그리워하는 ‘벳토파’라고 불리는 선수들이 있어 규슈 지방에서 열리는 시범 경기에서 구장에 나오지 않는 등 니시모토에 대해 반항했었다. 니시모토는 팀 분열을 우려해 어느날 미팅에서는 “감독으로서 나를 신임할 것인가, 하지 않을 것인가. 투표를 해주게” 라는 말을 남긴 뒤 방을 떠났다. 그리고 나서 선수들끼리 의논이 이루어졌지만 야마우치 가즈히로가 “나는 야구만 할 수 있다면 그걸로 좋다. 그러니까 감독이 벳토이던 니시모토이던 상관없다”라는 말에 에노모토 기하치가 동조함으로써 사태는 수습됐다. 결국 재신임 투표는 이뤄지지 않았다.
니시모토는 리그 우승을 통해 선수들의 신임을 얻었고 감독직에서 사임할 때에는 선수들로부터 시계를 받았다고 한다.

### 하다 고이치 구타 사건
긴테쓰 감독 시절인 1975년 후기 시즌, 한큐 니시노미야 구장에서 열린 한큐와의 경기 도중 니시모토가 하다 고이치를 구타한 사건이 발생했다.
그 해 니시모토가 이끄는 긴테쓰는 한큐의 신인 야마구치 다카시에게 고전하여 이 경기에서 한큐는 야마구치가 중간 계투로 등판하여 던지고 있었다. 니시모토 감독은 경기 중 자기편 공격이 시작되기 전에 원진을 짜며 “절대로 초구는 치지 마라. 초구가 볼이라면 2구째도 치지 마라”라는 지시를 내리고 있었다. 그러나 이 이닝의 선두 타자였던 하다는 초구에 높은 스트레이트를 치려다가 헛스윙을 했고 결국 그 타석에서 3루 땅볼로 잡혀버렸다. 자기가 키운 하다의 실수에 화가 난 니시모토는 경기 중인데도 불구하고 하다에게 매서운 주먹을 휘둘렀다. 야마구치나 사사키 교스케에 의하면 니시모토의 행동을 보고 한큐 나인은 “일순간 야구를 멈추었다”라고 말했다.
사실 하다는 경기의 원활한 진행을 위한 선두 타자의 관습상 웨이팅 서클에 들어가 있어서 니시모토의 지시는 들을 수가 없었다. 당사자인 하다는 은퇴 후에 “처음에는 분했지만 시간이 지남에 따라 어쩔 수 없다고 생각했다. 나는 화가 나는 일은 많았지만 감독에 대해 절대적인 신뢰가 있었기 때문에 반항했던 적은 없었다”라고 말했다. 긴테쓰는 그 해에 후기 우승을 달성했다. 플레이오프에서는 한큐에게 패했지만 구단 창설 25년 만에 처음으로 ‘우승’이라는 경험을 맛보게 됐다.
또한 하다가 원진에 참가할 수 없었던 것을 후일 나시다 마사타카로부터 “하다는 그 때 감독의 지시를 듣지 못했다”라고 지적을 받았지만 니시모토는 그 말에 ‘아차!’하고 느꼈지만 하다에 대한 사과는 하지 않았다. 이것은 긴테쓰가 구단 합병에 의해서 소멸할 때에 나온 간행물 중에 니시모토의 인터뷰, 하다와 구리하시 시게루의 대담에서 밝혀졌다. 프로 야구 뉴스의 오프 기획에서도 “때린 후 ‘아차’하고 생각했지만 여기서 사과하면 감독의 체면이 구겨진다고 생각했기 때문에 철회하지 않았다”라고 말한 적이 있다.
또, 이 사건에 대해서 일반적으로 니시모토가 ‘볼을 치지 마라’, ‘높은 거는 치지 마라’, ‘높은 스트레이트에 손을 대지 마라’라는 지시를 내린 것으로 되어 있지만 자신의 저서에서 “신문기자는 볼을 치지 마라, 높은 거는 치지 마라라고 하는 지시였다고 기사에 썼었는데 그렇지 않다”하며 부인하고 있다. ‘절대로 초구는 치지 마라’라는 지극히 단순한 지시였기 때문이야말로 그것을 지키지 못했다고 생각한 니시모토는 하다에 대해서 무심코 주먹을 휘두를 만큼 화가 났다고 한다.
니시모토는 이때 내보낸 지시와 관련해서 “야마구치에게는 어떤 경기도 억류당하기 때문에 데이터를 분석하면 1구째, 2구째의 볼 타구에 손을 대서 카운트를 나쁘게 한다는 것을 알았다. 야마구치가 기분 좋게 던지는 스트레이트는 좀처럼 스트라이크가 되진 않지만 빠르기 때문에 휘둘러 버린다. 야마구치가 힘을 집중해 던지면 대체로 볼이 되기 때문에 그러한 지시를 내렸다”라고 말했다.

### 에나쓰의 21구
1979년, 야쿠르트 스왈로스에서 트레이드로 이적한 찰리 매뉴엘을 받아들여 구단 창설 이후 첫 우승을 달성한 직후의 오사카 구장에서 열린 히로시마 도요 카프와의 일본 시리즈 7차전. 1점 뒤지고 있는 9회말 1사 주자 만루 상황에서 타자 이시와타 시게루에게 스퀴즈 사인을 보냈지만 투수 에나쓰 유타카에게 간파 당해 3루 주자가 협살됐고 그 후 이시와타도 삼진으로 끝나 경기는 종료됐다. 이 장면은 야마기와 준지가 《Sports Graphic Number》 창간호에서 ‘에나쓰의 21구’로서 생생하게 묘사된 것으로도 알려지게 된다.
그런데 니시모토가 지휘봉을 잡은 이듬해 1980년 올스타전 3차전에서 1점 뒤지고 있는 9회초 무사 만루 상황에 센트럴 리그 팀의 마운드에 에나쓰가 등판, 16개의 공을 던져 경기는 종료돼 “다시 또 만루 상황에서 에나쓰한테 당했다”라는 말도 있었다. 2사가 됐을 때 타순은 투수였지만 이미 야수를 모두 사용해 버렸기 때문에 난카이 호크스의 투수인 야마우치 신이치를 대타로 내보냈지만 어이없게 삼진으로 끝났다. 야마우치를 기용한 것에 대해 니시모토는 “그가 타격이 좋다고 하는 이야기가 있었기 때문에”라고 말했다. 그 때 3루 주자였던 후쿠모토 유타카는 ‘초보(야마우치)가 에나쓰의 공을 칠 수 없을 것이 뻔하니까’라고 생각해서 홈으로 도루하려고 벤치를 봤더니 “감독(니시모토)이 인상쓰며 노려보는 바람에 하지 못했다”라고 말했다. 야마우치는 다른 난카이 선수의 헬멧이 맞지 않았기 때문에 긴테쓰의 헬멧을 쓰고 있었다.

### 좌완 투수의 2루수
좌완 투수는 일반적으로 볼을 잡아 1루로 던질 때 ‘게의 옆걸음질’과 비슷한 형태가 되어 버리므로 1루수를 제외한 내야수에는 부적합하다고 한다. 좌완 투수이면서도 프로 야구에서 2루수를 경험한 사람은 니시모토와 대도쿄군의 기토 가즈오, 한큐의 야마다 덴 등 세 명 뿐이다.
1951년 8월 16일에 치러진 니시테쓰 라이온스전에서 경기는 마이니치가 선수를 총동원하는 상황이 전개됐는데 9회 수비에 들어갔을 때는 써먹을 수 있는 내야수가 1루 밖에 못 지키는 미야케 다쿠조밖에 없었다. 그래서 니시모토는 유아사 요시오 총감독에게 “미야케를 투입합시다. 저는 2루로 가겠습니다. 2루는 중학교 때 맡은 적이 있습니다”하고 제안했다. 유아사는 어느 정도의 희생은 감수해야만 한다며 니시모토를 2루로 돌렸지만 수비 기회는 없었다. 니시모토가 1루 이외의 루를 지켰던 것은 프로 야구에서는 이 때가 유일했다.

### 미하라 오사무와의 인연
최초의 일본 시리즈에서 맞붙어(시합 전도 포함해서) 쓴잔을 맛보았던 미하라 오사무와는 그 후로도 인연이 계속 이어졌다. 미하라가 긴테쓰를 이끌고 팀의 첫 우승에 도전했던 1969년, 한큐 감독으로서 그 도전에 제동을 걸었던 것이 바로 니시모토였다. 그리고 그로부터 10년 후 니시모토가 긴테쓰의 지휘봉을 잡아 미하라는 이루지 못했던 긴테쓰의 첫 우승을 현실로 만들었다.
그런가 하면 당시 미하라가 상담역을 맡고 있던 닛폰햄이 구단 양도 이래 첫 우승(1980년 후기)에 ‘매직 1’로 바짝 다가섰던 시리즈 최종전에서 니시모토가 이끄는 긴테쓰에 대패해 후기 및 시리즈 우승을 긴테쓰에게 양보한 일도 있었다. 2012년까지는 3개 팀에서 우승 감독이 된 것은 니시모토와 미하라뿐이다.

## 상세 정보

### 출신 학교
- 구제 와카야마 현립 와카야마 중학교
- 구제 릿쿄 대학

### 선수 경력
사회인 시대
- 도요 금속
- 야하타 제철소
- 젠교토
- 벳푸호시노구미

프로팀 경력
- 마이니치 오리온스(1950년 ~ 1955년)

### 지도자·기타 경력
지도자
- 마이니치 오리온스 선수 겸임 코치(1954년 ~ 1955년)
- 마이니치 오리온스·다이마이 오리온스 2군 감독(1956년 ~ 1958년)
- 다이마이 오리온스 1군 수석 코치(1959년)
- 다이마이 오리온스 감독(1960년)
- 한큐 브레이브스 1군 코치(1962년)
- 한큐 브레이브스 감독(1963년 ~ 1973년)
- 긴테쓰 버펄로스 감독(1974년 ~ 1981년)

해설자
- 일본단파방송 야구 해설자·스포츠 닛폰 평론가(1961년)
- 간사이 TV 야구 해설자(1982년 ~ 2003년)
- 닛폰 방송 야구 해설자(1982년 ~ 1990년)
- 스포츠 닛폰 평론가(1982년 ~ 2011년)

### 수상·타이틀 경력
- 쇼리키 마쓰타로상 : 1회(1979년)
- 일본 야구 명예의 전당 헌액자(1988년)

### 등번호
- 5(1950년 ~ 1955년)
- 50(1956년, 1960년, 1962년 ~ 1971년)
- 60(1957년 ~ 1958년)
- 51(1959년)
- 65(1972년 ~ 1973년)
- 68(1974년 ~ 1981년)

### 연도별 타격 성적
| 연 도      | 소 속      | 경 기 | 타 석 | 타 수 | 득 점 | 안 타 | 2 루 타 | 3 루 타 | 홈 런 | 루 타 | 타 점 | 도 루 | 도 루 자 | 희 생 번 | 희 생 플 | 볼 넷 | 고 4 | 사 구 | 삼 진 | 병 살 타 | 타 율 | 출 루 율 | 장 타 율 | O P S |
| ---------- | ---------- | ----- | ----- | ----- | ----- | ----- | ------- | ------- | ----- | ----- | ----- | ----- | -------- | -------- | -------- | ----- | ---- | ----- | ----- | -------- | ----- | -------- | -------- | ----- |
| 1950년     | 마이니치   | 76    | 219   | 197   | 22    | 50    | 9       | 1       | 1     | 64    | 18    | 13    | 7        | 0        | --       | 22    | --   | 0     | 6     | 4        | .254  | .329     | .325     | .654  |
| 1951년     | 마이니치   | 67    | 178   | 165   | 17    | 36    | 7       | 1       | 2     | 51    | 17    | 5     | 3        | 1        | --       | 12    | --   | 0     | 9     | 3        | .218  | .271     | .309     | .580  |
| 1952년     | 마이니치   | 106   | 319   | 280   | 42    | 69    | 10      | 5       | 0     | 89    | 23    | 10    | 4        | 10       | --       | 29    | --   | 0     | 21    | 6        | .246  | .317     | .318     | .635  |
| 1953년     | 마이니치   | 94    | 225   | 193   | 33    | 58    | 6       | 2       | 0     | 68    | 20    | 5     | 4        | 5        | --       | 24    | --   | 3     | 5     | 5        | .301  | .386     | .352     | .739  |
| 1954년     | 마이니치   | 107   | 319   | 268   | 35    | 58    | 8       | 5       | 3     | 85    | 15    | 10    | 9        | 5        | 0        | 43    | --   | 2     | 14    | 5        | .216  | .329     | .317     | .646  |
| 1955년     | 마이니치   | 41    | 39    | 30    | 2     | 5     | 1       | 0       | 0     | 6     | 6     | 1     | 0        | 2        | 2        | 5     | 0    | 0     | 3     | 0        | .167  | .286     | .200     | .486  |
| 통산 : 6년 | 통산 : 6년 | 491   | 1299  | 1133  | 151   | 276   | 41      | 14      | 6     | 363   | 99    | 44    | 27       | 23       | 2        | 135   | 0    | 5     | 58    | 23       | .244  | .327     | .320     | .647  |

### 감독으로서의 팀 성적
| 연도        | 소속        | 순위        | 경기 | 승리 | 패전 | 무승부 | 승률 | 승차                          | 팀 홈런                       | 팀 타율                       | 팀 평균자책점                 | 연령                          |
| ----------- | ----------- | ----------- | ---- | ---- | ---- | ------ | ---- | ----------------------------- | ----------------------------- | ----------------------------- | ----------------------------- | ----------------------------- |
| 1960년      | 다이마이    | 1위         | 133  | 82   | 48   | 3      | .631 | -                             | 100                           | .262                          | 2.66                          | 40세                          |
| 1963년      | 한큐        | 6위         | 150  | 57   | 92   | 1      | .383 | 30.5                          | 86                            | .228                          | 3.69                          | 43세                          |
| 1964년      | 한큐        | 2위         | 150  | 79   | 65   | 6      | .549 | 3.5                           | 141                           | .245                          | 3.01                          | 44세                          |
| 1965년      | 한큐        | 4위         | 140  | 67   | 71   | 2      | .486 | 21.5                          | 130                           | .234                          | 3.33                          | 45세                          |
| 1966년      | 한큐        | 5위         | 134  | 57   | 73   | 4      | .438 | 22                            | 89                            | .229                          | 3.31                          | 46세                          |
| 1967년      | 한큐        | 1위         | 134  | 75   | 55   | 4      | .577 | -                             | 143                           | .251                          | 2.79                          | 47세                          |
| 1968년      | 한큐        | 1위         | 134  | 80   | 50   | 4      | .615 | -                             | 154                           | .242                          | 2.92                          | 48세                          |
| 1969년      | 한큐        | 1위         | 130  | 76   | 50   | 4      | .603 | -                             | 154                           | .254                          | 3.18                          | 49세                          |
| 1970년      | 한큐        | 4위         | 130  | 64   | 64   | 2      | .500 | 16.5                          | 116                           | .244                          | 3.57                          | 50세                          |
| 1971년      | 한큐        | 1위         | 130  | 80   | 39   | 11     | .672 | -                             | 166                           | .273                          | 3.17                          | 51세                          |
| 1972년      | 한큐        | 1위         | 130  | 80   | 48   | 2      | .625 | -                             | 167                           | .260                          | 3.19                          | 52세                          |
| 1973년      | 한큐        | 2위         | 130  | 77   | 48   | 5      | .616 | 3위·1위                       | 151                           | .270                          | 3.30                          | 53세                          |
| 1974년      | 긴테쓰      | 5위         | 130  | 56   | 66   | 8      | .459 | 5위·4위                       | 131                           | .230                          | 3.63                          | 54세                          |
| 1975년      | 긴테쓰      | 2위         | 130  | 71   | 50   | 9      | .587 | 3위·1위                       | 115                           | .246                          | 3.09                          | 55세                          |
| 1976년      | 긴테쓰      | 4위         | 130  | 57   | 66   | 7      | .463 | 5위·4위                       | 102                           | .245                          | 3.04                          | 56세                          |
| 1977년      | 긴테쓰      | 4위         | 130  | 59   | 61   | 10     | .492 | 3위·6위                       | 92                            | .245                          | 3.31                          | 57세                          |
| 1978년      | 긴테쓰      | 2위         | 130  | 71   | 46   | 13     | .607 | 2위·2위                       | 115                           | .266                          | 3.21                          | 58세                          |
| 1979년      | 긴테쓰      | 1위         | 130  | 74   | 45   | 11     | .622 | 1위·2위                       | 195                           | .285                          | 3.70                          | 59세                          |
| 1980년      | 긴테쓰      | 1위         | 130  | 68   | 54   | 8      | .557 | 2위·1위                       | 239                           | .290                          | 4.96                          | 60세                          |
| 1981년      | 긴테쓰      | 6위         | 130  | 54   | 72   | 4      | .429 | 6위·4위                       | 149                           | .253                          | 4.10                          | 61세                          |
| 통산 : 20년 | 통산 : 20년 | 통산 : 20년 | 2665 | 1384 | 1163 | 118    | .543 | A클래스 : 12회, B클래스 : 8회 | A클래스 : 12회, B클래스 : 8회 | A클래스 : 12회, B클래스 : 8회 | A클래스 : 12회, B클래스 : 8회 | A클래스 : 12회, B클래스 : 8회 |

1. 1960년, 1966년부터 1996년까지는 130경기제
2. 1963년·1964년은 150경기제
3. 1965년은 140경기제
4. 1973년부터 1982년까지는 전·후기제 도입으로 인해 승차에서의 왼쪽은 전기 순위, 오른쪽은 후기 순위를 표기